# Michaelskirche (Sulz am Eck)

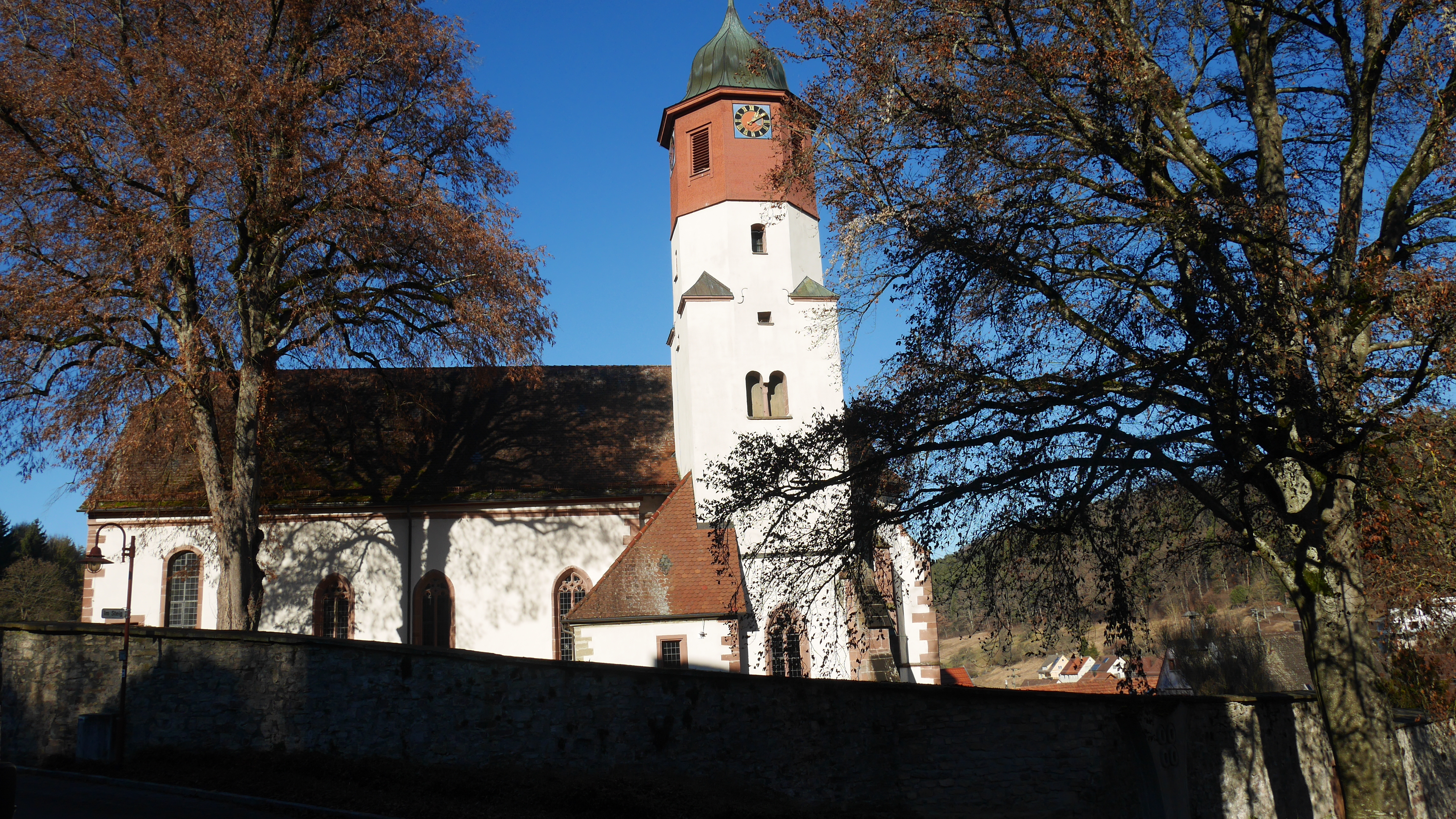
Sulz am Eck, Michaelskirche mit Wehrmauer, Südansicht

Die evangelische Michaelskirche ist ein Kirchengebäude in Sulz am Eck, einem Ortsteil von Wildberg (Schwarzwald) im Landkreis Calw, Baden-Württemberg. Der romanische Chorturm entstand um 1150. Ursprünglich Mutterkirche von Wildberg, wurde sie 1311 erstmals erwähnt, ca. 1450 und 1750 erweitert. Die Kirchengemeinde gehört zum Kirchenbezirk Calw-Nagold in der Evangelischen Landeskirche in Württemberg.

## Geschichte
Um 1450 wurde der Chor und kurz darauf das Kirchenschiff der in der Gesamtansicht gotischen Kirche erbaut. Der Unterstock des vorhandenen Chorturms wurde zur Sakristei mit bemerkenswerten romanischen und gotischen Steinmetzarbeiten. 1750 wurde das Schiff erweitert und erhielt eine mit Blumenornamenten bemalte Kassettendecke. Eine wuchtige Mauer umgibt die Anlage. Die Kirche wurde 2021 renoviert und technisch ausgestattet.

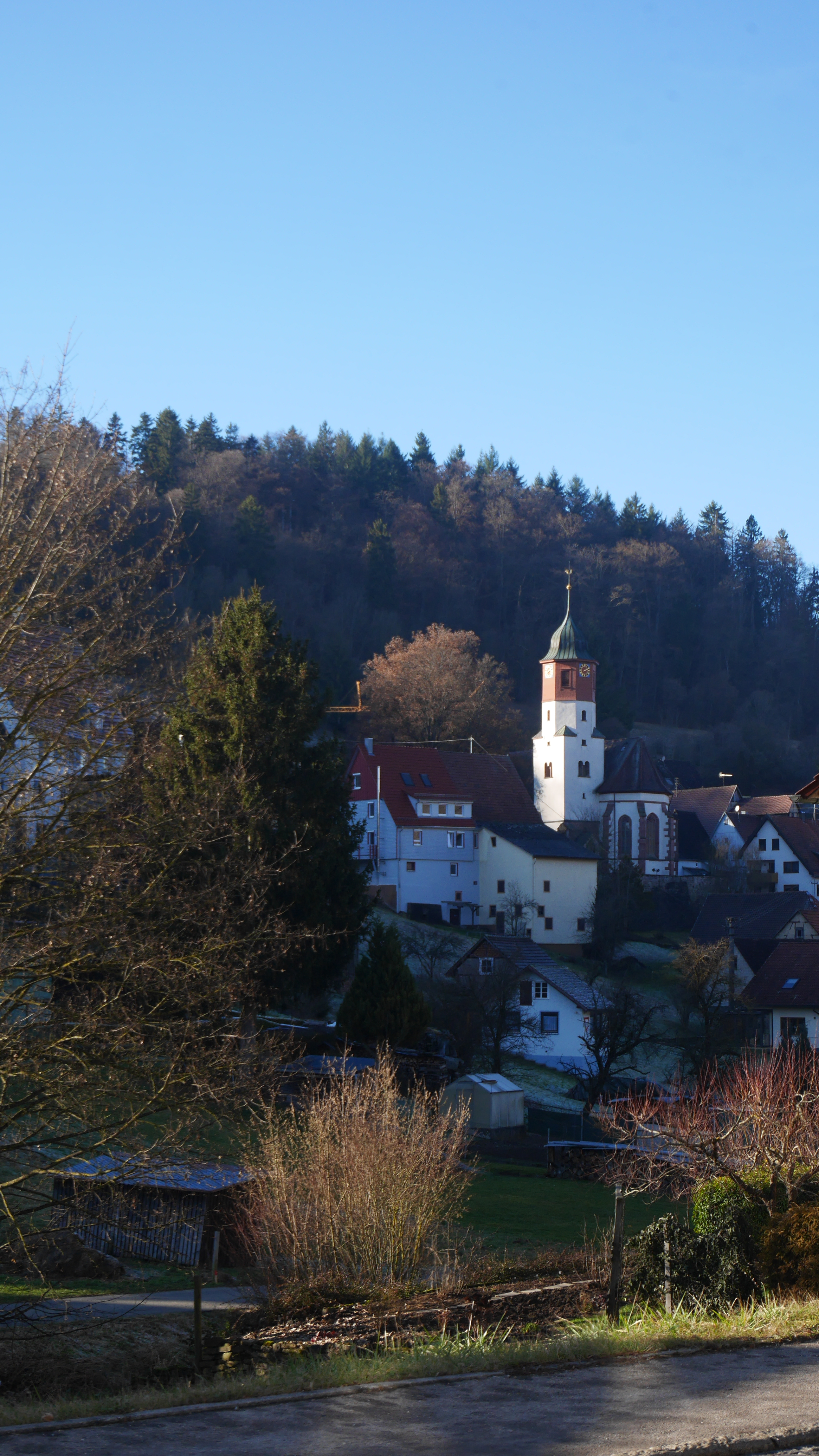
Lage der Wehrkirche über dem Tal des Agenbachs
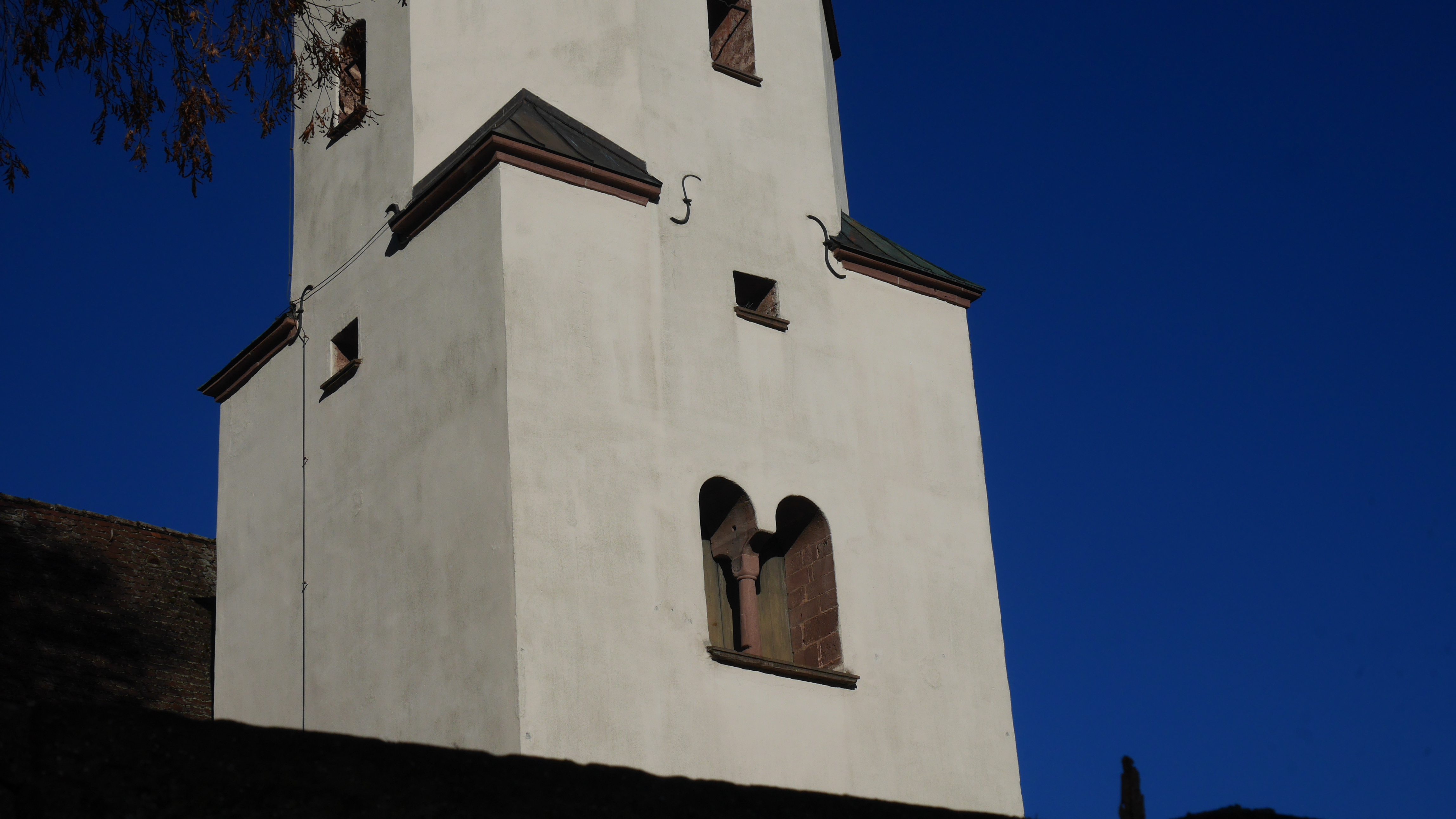
Turm Südwest mit Würfelkapitell
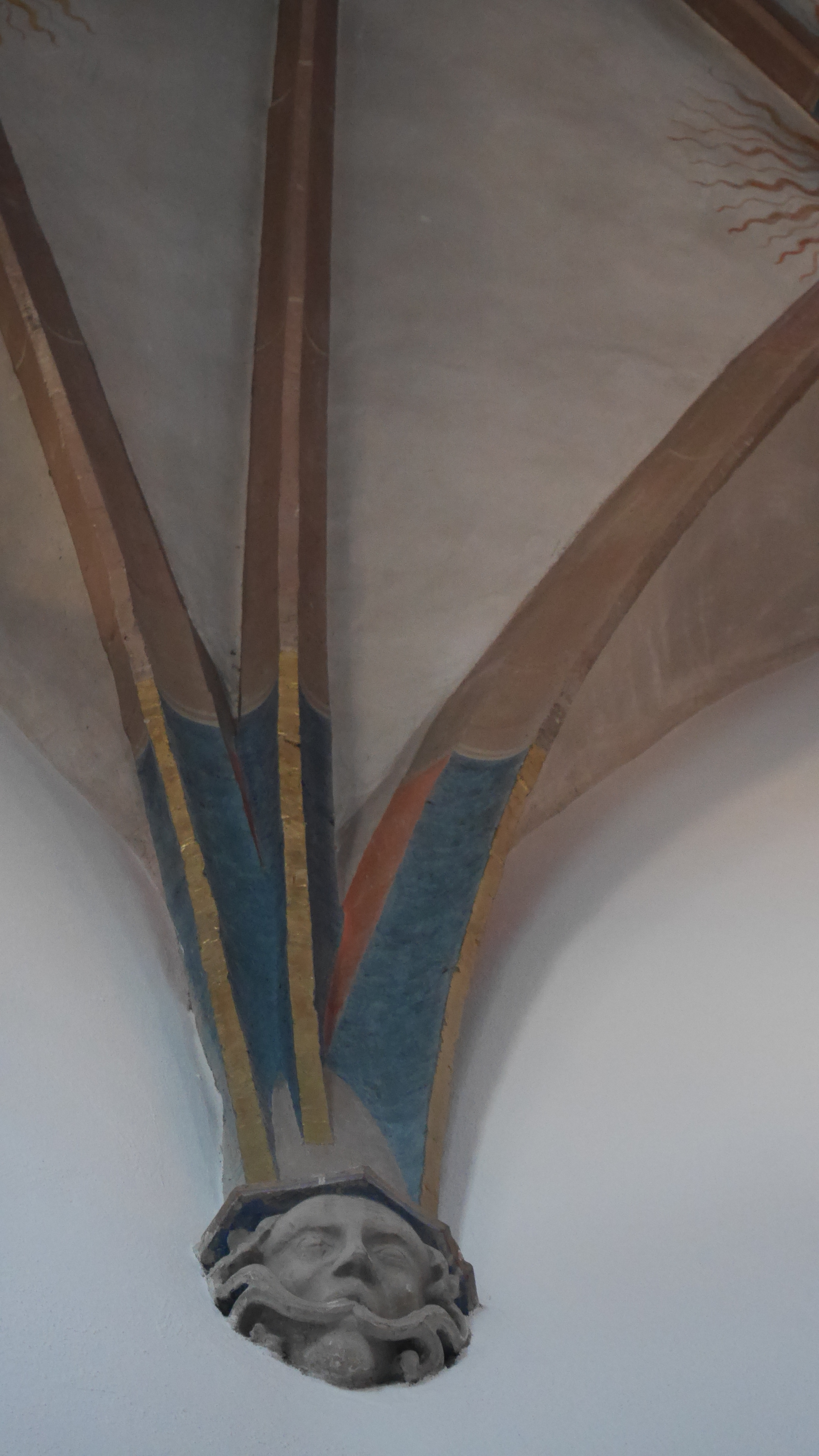
Blattmaske Chor Südwand
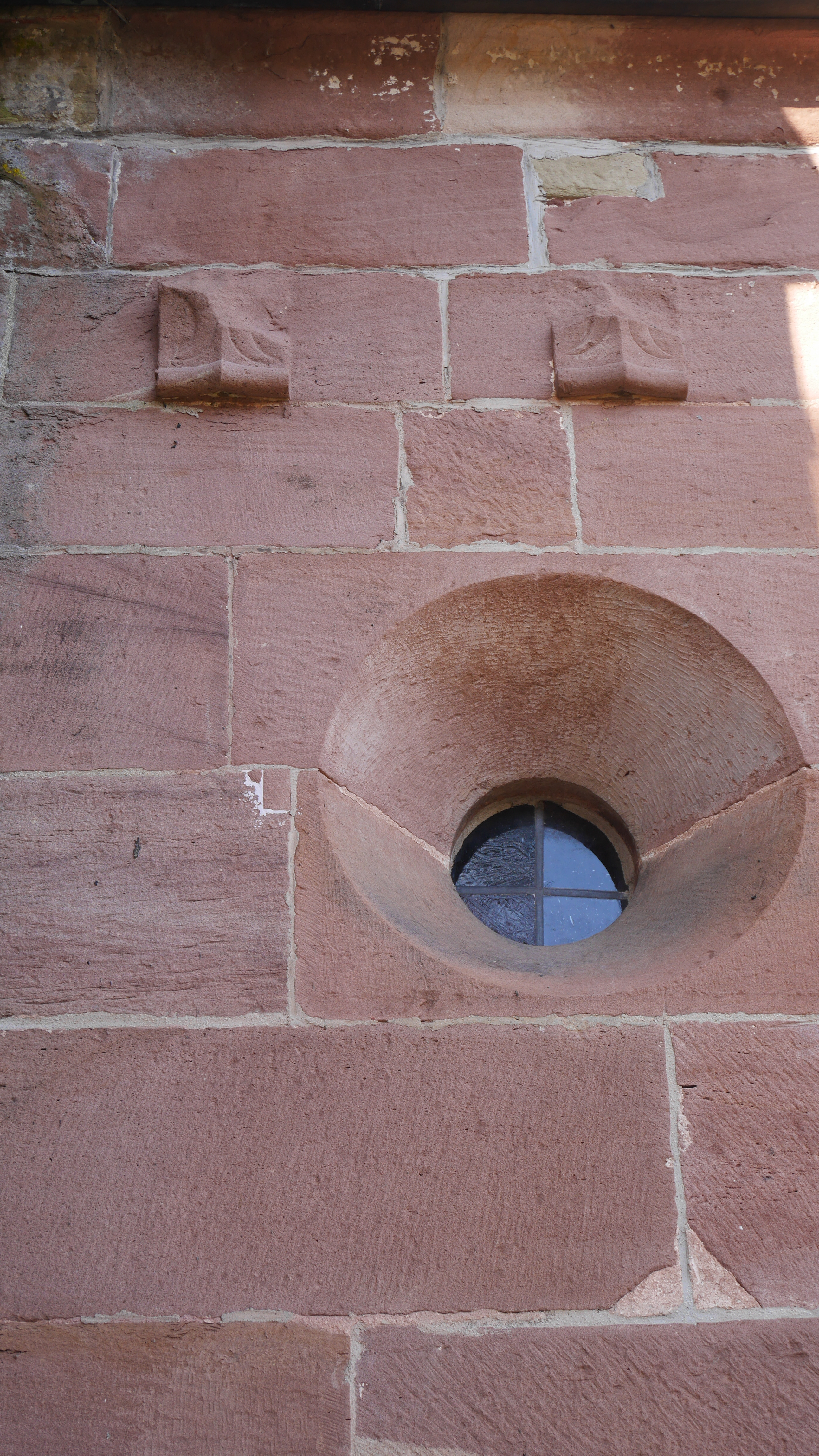
Anbau Turm mit Mondsicheln (Steinmetzzeichen Maulbronn)
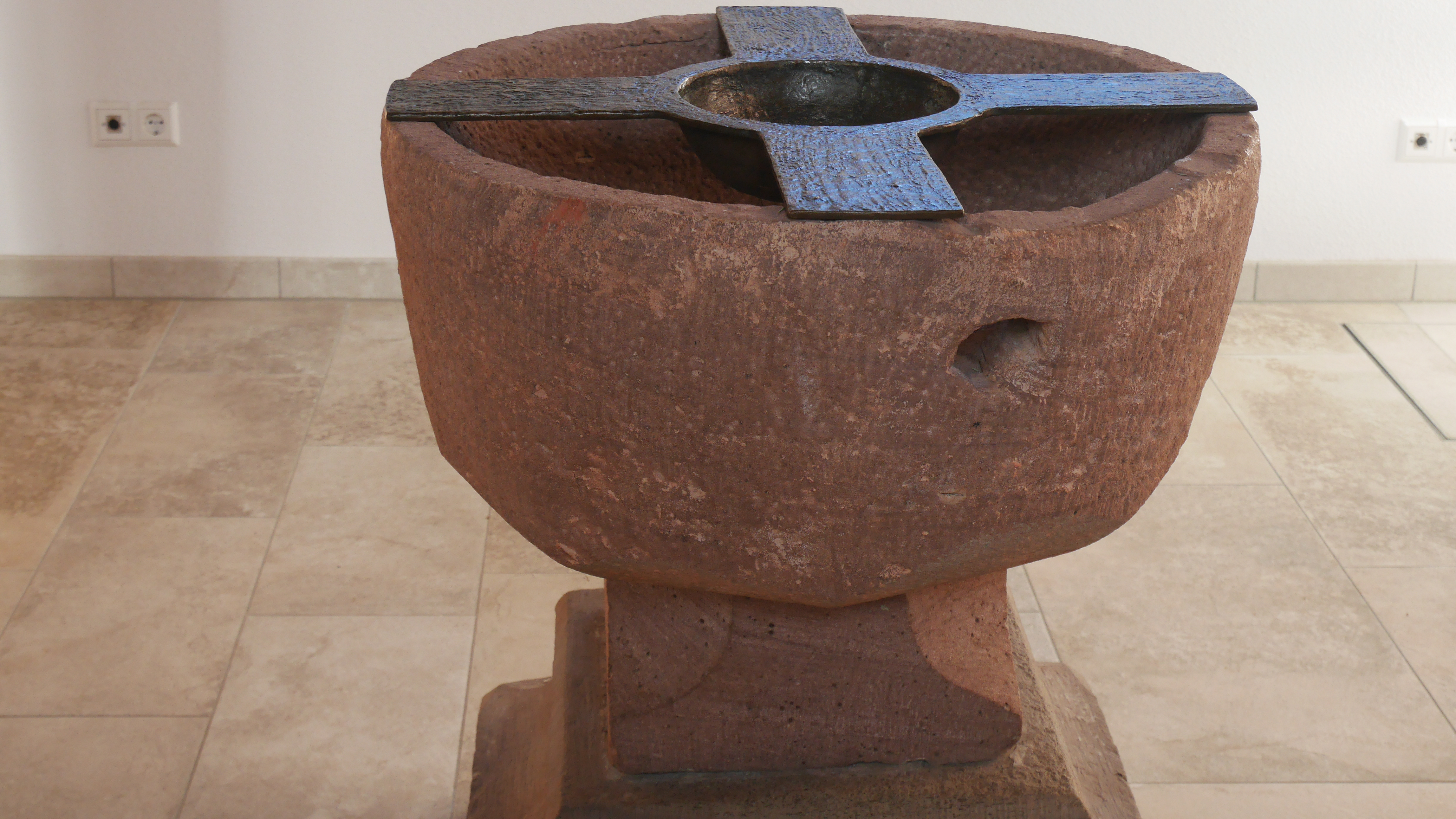
Romanischer Taufstein